# Carmiano
Carmiano (Carmianu in dialetto leccese) è un comune italiano di 11 599 abitanti della provincia di Lecce in Puglia.
È situato nel Salento, nel territorio settentrionale della provincia. Rientra nel parco del Negroamaro.

## Geografia fisica

### Territorio
Il comune è inserito in un avvallamento del territorio denominato Valle della Cupa, posto in piena pianura salentina, a ovest del capoluogo salentino da cui dista circa 11 km. La parte nord del comune, sulla via per Novoli è detta delli Sali, ed è caratterizzata da terreni argillosi che in seguito ad abbondanti precipitazioni si impaludano, anche per via dello straripamento dei canali presenti che non riescono più a essere contenuti nella voragine carsica, altra peculiarità del territorio. È distante 15 km dalla costa ionica (Porto Cesareo) e 20 km dalla costa adriatica (San Cataldo).
L'agro comunale, che si estende per 23,66 km², confina a nord con il comune di Novoli, a est con il comune di Arnesano, a sud con i comuni di Leverano e Copertino e a ovest con il comune di Veglie.
Il terreno su cui si sviluppa è prevalentemente pianeggiante ed è coltivato ad oliveti e vitigni vari da cui si producono rinomati olii e vini.

### Clima
Dal punto di vista meteorologico Carmiano rientra nel territorio del Salento orientale che presenta un clima mediterraneo, con inverni miti ed estati caldo umide. In base alle medie di riferimento, la temperatura media del mese più freddo, gennaio, si attesta attorno ai +9 °C, mentre quella del mese più caldo, agosto, si aggira sui +24,7 °C. Le precipitazioni, frequenti in autunno ed in inverno, si attestano attorno ai 626 mm di pioggia/anno. La primavera e l'estate sono caratterizzate da lunghi periodi di siccità.
Facendo riferimento alla ventosità, i comuni del Salento orientale sono influenzati fortemente dal vento attraverso correnti fredde di origine balcanica, oppure calde di origine africana.
| Carmiano                   | Mesi | Mesi | Mesi | Mesi | Mesi | Mesi | Mesi | Mesi | Mesi | Mesi | Mesi | Mesi | Stagioni | Stagioni | Stagioni | Stagioni | Anno |
| Carmiano                   | Gen  | Feb  | Mar  | Apr  | Mag  | Giu  | Lug  | Ago  | Set  | Ott  | Nov  | Dic  | Inv      | Pri      | Est      | Aut      | Anno |
| -------------------------- | ---- | ---- | ---- | ---- | ---- | ---- | ---- | ---- | ---- | ---- | ---- | ---- | -------- | -------- | -------- | -------- | ---- |
| T. max. media (°C)         | 12,6 | 13,2 | 15,0 | 18,3 | 22,6 | 26,8 | 29,2 | 29,6 | 26,2 | 21,8 | 17,6 | 14,2 | 13,3     | 18,6     | 28,5     | 21,9     | 20,6 |
| T. min. media (°C)         | 5,6  | 5,8  | 7,2  | 9,5  | 13,1 | 17,0 | 19,5 | 19,9 | 17,3 | 13,7 | 9,9  | 7,1  | 6,2      | 9,9      | 18,8     | 13,6     | 12,1 |
| Precipitazioni (mm)        | 71   | 60   | 65   | 40   | 33   | 20   | 16   | 22   | 49   | 80   | 97   | 74   | 205      | 138      | 58       | 226      | 627  |
| Umidità relativa media (%) | 78,7 | 78,2 | 77,8 | 77,3 | 76,2 | 72,9 | 70,9 | 72,4 | 76,5 | 79,2 | 80,5 | 80,3 | 79,1     | 77,1     | 72,1     | 78,7     | 76,7 |

- Classificazione climatica di Carmiano:[5]
  - Zona climatica: C
  - Gradi giorno: 1096

## Storia
Le origini di Carmiano sono incerte. Secondo alcuni il suo nome deriverebbe dal colore rosso carminio del territorio. Secondo altri storici, tra cui il De Giorgi, il Marciano, l'Arditi, il Coco e il Galateo, sarebbe tutto da far risalire al centurione romano Carminius, al quale il Senato romano donò 100 iugeri di terreno nell'allora Calabria (l'attuale Salento), e dopo la morte del centurione le sue terre, abitate dai suoi successori e da un numeroso gruppo di fedeli, presero il nome di Presidium Carmianensis o Carminianum e con la volgarizzazione successiva quindi Carmiano.
È incerta la collocazione in questo territorio della Diocesi di Carmeiano, citata in alcuni documenti tra il V e il VI secolo d.C., anche se appare più probabile l'ubicazione nel nord della Puglia.
Nel periodo di dominazione normanna (X-XI secolo) Carmiano fu dotata anche di uno stemma, che lo rappresenta tuttora.
Dopo la caduta dell'Impero romano, Carmiano conobbe un periodo di grave crisi che terminò nel 1055, quando venne inclusa nella contea di Lecce, che a sua volta faceva parte del principato di Taranto. Nel 1445 quando Maria d'Enghien, contessa di Lecce, stilò il documento Statuta et capitula florentissimae civitatis Litii, Carmiano vi era inclusa come casale, che da circa sessant'anni era retto da un barone. Nel 1448, il paese fu acquistato dai padri celestini, che governarono il paese con grande laboriosità, ancora oggi si può osservare nel cinquecentesco Palazzo dei Celestini.
Dopo quasi quattro secoli, in cui Carmiano conobbe il Regno di Napoli e il Regno delle due Sicilie, fino ad arrivare ad essere, nel 1861, comune del Regno d'Italia.
Il 3 settembre 1943 aerei alleati sganciarono su Carmiano diverse bombe, che esplosero tutte poco fuori dal paese. Il popolo carmianese attribuì alla Madonna Immacolata il merito di averle deviate. L'8 settembre la notizia dell'Armistizio fu colta, dagli abitanti della frazione di Magliano, come una grazia ricevuta dalla Madonna. Infatti l'8 settembre i maglianesi celebravano una fiaccolata notturna dal paese alla cappella di campagna in devozione della natività della Vergine.

### Simboli
Descrizione araldica dello stemma:
Blasonatura del Gonfalone:
Lo stemma di Carmiano rappresenta un albero di pino con al centro della chioma una stella e due strisce parallele separate tra loro tra la chioma e il terreno. L'origine dello stemma risale all'XI secolo, quando i Normanni imposero ad ogni paese di dotarsi di uno stemma caratteristico. I simboli rappresentati dallo stemma hanno il seguente significato: il pino, rappresenta l'albero diffuso nella zona del comune; le strisce parallele al terreno, raffigurano la linea dell'orizzonte da cui l'albero si stagliava (indicando la pianura del feudo); la stella, per ricordare l'origine nobile del comune (vedi il paragrafo relativo alla storia).

## Monumenti e luoghi d'interesse

### Architetture religiose

#### Chiesa madre
La chiesa madre, dedicata a Maria SS. Assunta, è una costruzione moderna ultimata nel 1961. Possiede una pianta a croce latina e al suo interno conserva due affreschi, raffiguranti gli apostoli Pietro e Paolo, databili al XVI secolo. Le due opere provengono dall'antica chiesa Matrice non più esistente. La statua di Maria SS. Assunta sull'altare maggiore è opera dello scultore e ceramista Enzo Assenza (1962).

#### Chiesa dell'Immacolata
Edificata nella metà del XVII secolo, è una chiesa di piccole dimensioni il cui stile architettonico predominante è quello barocco.
L'altare centrale, opera di Giuseppe Zimbalo, è un capolavoro del barocco leccese; sugli altari laterali ci sono tele di discreta importanza e bellezza.
Nella chiesa sono seppelliti gli ultimi padri celestini, che quando furono spodestati dal governo della cittadina nel 1806, andarono a vivere nella casa adiacente alla chiesa.
La leggenda narra che un contadino trovò in un vecchio pozzo una raffigurazione della Beata Vergine e che l'avesse messa sul proprio calesse per portarla in paese. Ad un certo punto i buoi si inginocchiarono e rimasero in quella posizione fino a quando il contadino non ebbe tolto la raffigurazione dal calesse. Poiché questo episodio fu interpretato come un segno divino, il vescovo di Lecce, mons. Luigi Pappacoda, ordinò che in quel punto fosse eretta una chiesa in onore della Vergine.

#### Chiesa antica di San Giovanni Battista
Edificata nel XIX secolo su una chiesa preesistente, dalla Confraternita di San Giovanni Battista fondata nel 1645, possiede una struttura a navata unica e sul pavimento vi è un mosaico che raffigura l'agnello, simbolo di San Giovanni Battista. Ci sono otto capitelli in stile corinzio, ed un altare tipicamente barocco, sormontato da un simulacro di San Giovanni.
La chiesa fu abbandonata dalla Confraternita negli anni cinquanta, in quanto pericolante, e fu costruita una nuova chiesa nella periferia sud del paese. Nel 1994 la parrocchia matrice l'acquisì, la ristrutturò, riportandola all'antico splendore, ed oggi la adibisce a salone parrocchiale.

#### Chiesa Madonna del Carmine
La chiesa, risalente ai primi anni dell'Ottocento, venne eretta per volontà di un ricco possidente devoto alla Madonna del Carmine. Ospita un piccolo altare maggiore sul quale è posizionata un'immagine della Madonna. Successivamente, per interessamento del parroco, fu dotata di una statua.

#### Altri edifici religiosi
- Chiesa parrocchiale "Sant'Antonio Abate"
- Chiesa di San Giovanni Battista
- Cappella del "Turriso" dedicata a N.S. di Costantinopoli
- Cappella della "Cona" (dal dialetto di Icona)
- Cappella di San Francesco d'Assisi
- Cappella "De Simone"
- Cappella di "don Felice"

### Architetture civili

#### Palazzo dei Celestini
I Celestini acquistarono il feudo di Carmiano nel 1448, dai baroni che avevano governato per circa sessant'anni. In questi anni loro avevano costruito un palazzo, in cui risiedevano.
Quando i celestini s'insediarono a Carmiano, scelsero come dimora l'allora Palazzo Baronale, che con le dovute modifiche divenne un convento.
Il palazzo fu realizzato in varie epoche e il nucleo più antico risale alla prima metà del XIV secolo. Articolato in piano terra e primo piano, presenta un maestoso prospetto movimentato da porte e finestre e da un ampio portale affiancato da due nicchie con statue di santi e sormontato dallo stemma dell'ordine dei Celestini.
La cappella al suo interno, dedicata a San Donato, è affrescata con pregevoli dipinti. Il chiostro è dominato da un pozzo decorato con grande fastosità barocca. Il primo piano ospita le stanze in cui vivevano i monaci.
Oggi il palazzo, che è l'edificio storicamente più importante della città, è di proprietà del Comune.

#### Fontana monumentale
Edificata nel 1922, in occasione del completamento dell'Acquedotto Pugliese in città, aveva originariamente una forma piramidale ed un bassorilievo bronzeo, raffigurante una donna (l'Italia) con un fascio littorio.
Dopo la caduta del fascismo la fontana venne radicalmente cambiata, in quanto assunse una forma a gradoni, vi fu posta in cima una statua raffigurante l'Immacolata Concezione, su una vasca marmorea. A tutt'oggi la fontana, alta circa 5 m, conserva tale aspetto.
Sul lato della fontana si trova l'epigrafe: "L'ACQUA SGORGHI COPIOSA SV QVESTA TERRA FECONDA E MADRE DI EROI".

## Società

### Evoluzione demografica
Abitanti censiti

### Etnie e minoranze straniere
Al 31 dicembre 2020 a Carmiano risultano residenti 312 cittadini stranieri. Le comunità nazionali più numerose sono:

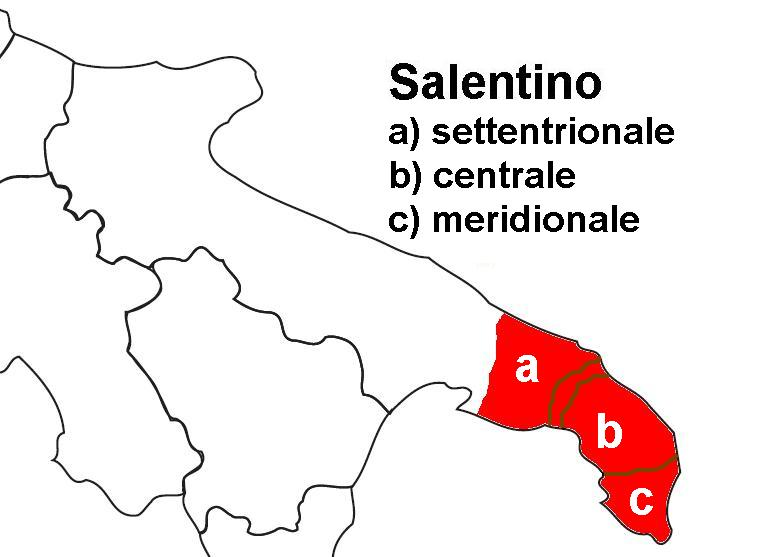
Diffusione del dialetto salentino

- Romania - 54
- Senegal - 46
- Bulgaria - 31
- Albania - 27

### Lingue e dialetti
Il dialetto parlato a Carmiano è il dialetto salentino nella sua variante centrale che corrisponde al dialetto leccese. Il dialetto salentino si presenta carico di influenze riconducibili alle dominazioni e ai popoli stabilitisi in questi territori che si sono susseguite nei secoli: messapi, greci, romani, bizantini, longobardi, normanni, albanesi, francesi, spagnoli.

### Religione
La religione prevalente è quella cristiana cattolica di rito romano. Carmiano fa parte dell'arcidiocesi di Lecce e in particolare della forania di Monteroni di Lecce. L'unità pastorale di Carmiano, guidata dall'arciprete-parroco di Maria SS. Assunta, comprende anche l'altra parrocchia di Carmiano, Sant'Antonio Abate, e la parrocchia Maria SS. Assunta di Magliano.
A Carmiano ha sede il seminario minore "Li Sala" della comunità religiosa dei Servi del Cuore Immacolato di Maria. Vi sono inoltre le confraternite di San Giovanni Battista, fondata nel 1645, e di Maria SS. Immacolata, risalente al 1821.
La patrona di Carmiano è l'Immacolata, chiamata con l'appellativo di "Madonna Nostra". È patrona dal secondo dopoguerra, quando fu indicata come protettrice del paese durante i bombardamenti alleati, che non causarono morti. È errore comune quello di identificare la "Modonna Nostra" con l'Assunta, a motivo del fatto che i festeggiamenti si svolgono a ridosso di Ferragosto, e che la chiesa Matrice è ad essa intitolata. Fino al secondo dopoguerra il santo patrono di Carmiano è stato San Vito Martire, che ad oggi è, insieme a Sant'Antonio Abate, compatrono del paese. Secondo gli studi di mons. Luigi Paladini, illustre carmianese e per un trentennio rettore del Seminario diocesano di Lecce, il patronato di S. Vito è stato preceduto da quello di San Giovanni Battista. A sostegno della teoria di mons. Paladini abbiamo un culto molto forte del santo in paese, con due chiese a lui dedicate e il titolo di una delle confraternite più antiche della diocesi, che quasi sicuramente fu fondata prima della data ufficiale del 1645.

## Cultura

### Istruzione

#### Biblioteche
- Biblioteca comunale "Salvatore Paolo"

#### Scuole
Carmiano dispone di quattro scuole materne, due elementari e due medie, dislocate fra il capoluogo comunale e la frazione di Magliano e articolate in due istituti comprensivi. Vi ha sede inoltre l'Istituto Superiore Professionale "Paolo Borsellino" ad indirizzo economico-aziendale, turistico e pubblicitario.

## Sport

### Calcio
La prima squadra calcistica del paese fu il Carmiano (più tardi Unione Sportiva Carmiano), costituito nel 1950 da Dante Calcagnile, Damiano Centonze e Nuccio Pulli. La squadra raggiunse il massimo livello regionale pugliese, dove militò nel 1958/59, nel 1959/60, nel 1960/61, per poi rimanervi stabilmente fino alla stagione 78/79. I risultati migliore furono raggiunti nel campionato 1969/70 (4º posto), nel 1972/73 (5º posto) e soprattutto nel 1971/72, quando si piazzò a un solo punto dalla possibile promozione in serie D.
Negli anni '80 sale alla ribalta anche l'Associazione calcistica Parola Carmiano, dai colori sociali bianco e nero, che in pochi anni risale dalla terza categoria al massimo campionato regionale, dove milita a partire dalla stagione 1982/83. Furono 6 i derby che si disputarono nell'impianto sportivo "Gesualdo Gloria" di Carmiano tra le due compagini cittadine, dei quali 4 in Promozione: nel 1985/86 e nel 1986/87. Il bilancio fu favorevole all'Unione Sportiva con 4 vittorie, un pareggio e una sconfitta. A partire dall'anno successivo, le due società in forte crisi finanziaria decidono di fondersi: nasce così la A.C. Carmiano, presieduta da Pierino Spagnolo. Il sodalizio in Promozione durerà solo un paio di stagioni, ma ottenne un brillante risultato nella Coppa Italia Dilettanti, quando superò lo Scorrano, il Grottaglie e i campani del Terzigno, prima di cedere ai laziali del Gaeta.
Chiusa l'esperienza della A.C. Carmiano, per diversi anni il calcio a Carmiano fu relegato perlopiù a campionati di Terza o Seconda categoria, dapprima con la Gioventù Carmiano (che riuscirà comunque a raggiungere la Prima Categoria), e successivamente con squadre come la Nuova Gioventù Carmiano, Magliano Calcio, Sporting Club, Asd Carmiano.
Nel 2010/2011 parte dalla terza categoria la Calcio insieme Carmiano del presidente Dario Russo, che dopo il campionato 2015/2016 ottiene la promozione in Prima Categoria a seguito di ripescaggio. Nell'estate 2016 il titolo sportivo viene acquisito dall'imprenditore leccese Alberto Paglialunga che muterà il nome della squadra in Deghi Lecce, dopo un anno in cui - con il nome di Calcioinsieme Universitaria Carmiano - ottiene la promozione diretta nel campionato 2017/2018 di Promozione, aggiudicandosi anche il titolo di campione regionale di categoria.

### Pallavolo femminile
L'A.S.D. Cupa Volley, con sede sociale nella frazione di Magliano, milita in serie D (per il secondo anno consecutivo) per la stagione 2015-2016 ed è attiva anche nel settore giovanile.
L'A.S.D. Polisportiva Carmiano, dopo anni di militanza in Prima Divisione, dalla stagione 2014-2015 è attiva solo nei campionati giovanili. Negli anni tra il 1991 e il 1993, quando era in serie D, schierava tra le sue file Anna Vania Mello, agli esordi della carriera.

## Economia
Carmiano è un centro economico pulsante, in quanto punto di riferimento commerciale anche per alcuni paesi limitrofi. Sono, infatti, presenti sul territorio numerosi negozi, attività di piccola e media impresa: oleifici, cantine vitivinicole, scatolifici, mobilifici.
Il vino prodotto nell'area del comune ha il marchio DOC (Denominazione e Origine Controllata), facendo riferimento al DOC di Leverano, Copertino e Salice Salentino.

## Infrastrutture e trasporti

### Strade
I collegamenti stradali principali sono rappresentati da:
- Strada statale 694 Tangenziale Ovest di Lecce uscita per Monteroni di Lecce.
- Strada statale 7 ter Salentina uscita per Novoli.

Il centro è anche raggiungibile dalle strade provinciali interne: SP12 Carmiano-Magliano-Arnesano-Monteroni di Lecce, SP13 Carmiano-Novoli, SP14 Carmiano-Veglie, SP117 Carmiano-Leverano, SP120 Carmiano-Salice Salentino, SP121 Carmiano-Villa Convento, SP124 Carmiano-Copertino.

### Ferrovie
La città è servita da una stazione ferroviaria posta sulla linea Novoli-Gagliano del Capo delle Ferrovie del Sud Est.

## Amministrazione
Di seguito è presentata una tabella relativa alle amministrazioni che si sono succedute in questo comune.
| Periodo           | Periodo          | Primo cittadino           | Partito                     | Carica              | Note   |
| ----------------- | ---------------- | ------------------------- | --------------------------- | ------------------- | ------ |
| 26 settembre 1985 | 20 luglio 1990   | Salvatore Calcagnile      | Democrazia Cristiana        | Sindaco             | [ 19 ] |
| 20 luglio 1990    | 4 febbraio 1991  | Salvatore Calcagnile      | Democrazia Cristiana        | Sindaco             | [ 19 ] |
| 4 febbraio 1991   | 29 ottobre 1991  | Pietro Barbagallo         | Democrazia Cristiana        | Sindaco             | [ 19 ] |
| 29 ottobre 1991   | 29 dicembre 1992 | Carlo La Tegola           | Partito Socialista Italiano | Sindaco             | [ 19 ] |
| 10 marzo 1993     | 22 novembre 1993 | Beniamino Margiotta       |                             | Comm. pref.         | [ 19 ] |
| 23 novembre 1993  | 5 gennaio 1996   | Vincenzo Cagnazzo         | Democrazia Cristiana        | Sindaco             | [ 19 ] |
| 12 gennaio 1996   | 10 giugno 1996   | Mario Miglietta           |                             | Comm. pref.         | [ 19 ] |
| 10 giugno 1996    | 17 aprile 2000   | Achille Villani Miglietta | centro-destra               | Sindaco             | [ 19 ] |
| 17 aprile 2000    | 12 luglio 2004   | Achille Villani Miglietta | centro-destra               | Sindaco             | [ 19 ] |
| 12 luglio 2004    | 5 aprile 2005    | Umberto Guidato           |                             | Comm. straordinario | [ 19 ] |
| 5 aprile 2005     | 30 marzo 2010    | Umberto Ferrieri Caputi   | centro-sinistra             | Sindaco             | [ 19 ] |
| 30 marzo 2010     | 1º giugno 2015   | Giancarlo Mazzotta        | lista civica                | Sindaco             | [ 19 ] |
| 1º giugno 2015    | 5 dicembre 2019  | Giancarlo Mazzotta        | lista civica                | Sindaco             | [ 19 ] |
| 5 dicembre 2019   | 8 novembre 2021  | Commissione Straordinaria |                             | Comm. pref.         | [ 19 ] |
| 8 novembre 2021   | in carica        | Giovanni Erroi            | lista civica                | Sindaco             | [ 19 ] |